# مهندسی به کمک رایانه
مهندسی به کمک رایانه ، (به انگلیسی: Computer Aided Engineering) یا در حالت خاص تحلیل به کمک رایانه (به انگلیسی: Computer Aided Analysis) عبارت است آنالیز مهندسی قطعه طراحی شده قبل از اینکه به مرحله ساخت برسد.

تکنولوژی CAE توسط سیستم‌های رایانه‌ای به بررسی توابعی که در سیستم CAD به وجود آمده‌اند می‌پردازد و به طراح این اجازه را می‌دهد که مدل را به لحاظ رفتاری در شرایط کاری واقعی، شبیه‌سازی کند و در صورت لزوم طرح را بهینه کند.

یکی از مطرح‌ترین تحلیل‌ها FEA یا تحلیل اجزای محدود می‌باشد که از این روش می‌توان برای محاسبهٔ تنش، تغییر شکل، انتقال حرارت، جریان سیال و... استفاده نمود.

واژه CAE به این معنی است که تحلیل‌های استاتیکی، دینامیکی و حرارتی روی قطعات شبیه‌سازی شده در رایانه انجام می‌گیرد. در این مرحله توزیع تنش، تغییر مکان و در مواردی دما در حین عملکرد قطعه و مجموعه به‌دست می‌آید.

## نرم‌افزارهای پر کاربرد
- Ansys (در زمینه تحلیل استاتیکی و دینامیکی FEA)
- Abaqus (در زمینه تحلیل استاتیکی و دینامیکی FEA)
- Adams (در زمینه تحلیل سینماتیکی MBD)
- Fluent (در زمینه تحلیل جریان سیال و انتقال حرارت CFD)
- COMSOL Multiphysics
- CATIA
- Pro/ENGINEER
- Unigrphics